# Fedde Schurer
Fedde Schurer (Drachten, 25 luglio 1898 – Heerenveen, 19 marzo 1968) è stato un poeta, giornalista e insegnante olandese.

## Biografia
Nato nel 1898, cresce nel villaggio di pescatori di Lemmer, nella municipalità di De Friese Meren, lavorando come falegname. Studia da autodidatta e, nel 1919, diventa maestro elementare nella scuola cristiana del suo villaggio. Nel 1930 la sua posizione apertamente pacifista gli fa perdere il lavoro; si trasferisce allora ad Amsterdam, in una scuola statale.
Fra il 1935 e il 1936 servì come membro dell'Assemblea dell'Olanda Settentrionale per l'Unione Democratico Cristiana. Durante il secondo conflitto mondiale prese parte alla resistenza olandese, ad Amsterdam.
Dopo la guerra, Schurer ritorna in Frisia, dove vive a Heerenveen, e lavora come giornalista. È stato, nel periodo 1956-1963, deputato al Parlamento nazionale per il partito del Lavoro.
Muore nel 1968 a Heerenveen.

## Vita privata
Nel 1924 si sposa con Willy de Vries, anch'essa insegnante elementare, e adottano il figlio Andries.

## Opere

### Poesia
- 1925 – Fersen; ristampa 1934
- 1931 – Heinrich Heine. Oersettings út syn dichtwirk; ristampa 1999
- 1931 – Utflecht (La scappatoia); ristampa 1936
- 1936 – Op alle winen (Tutti i venti)
- 1940 – Fen twa wâllen (Due pareti)
- 1947 – It boek fan de Psalmen (Il libro dei salmi)
- 1949 – Vox humana
- 1955 – Fingerprinten (Impronte digitali)
- 1955 – Frysk Psalm- en Gesangboek
- 1966 – Efter it nijs (Dietro le notizie)
- 1966 – Opheind en trochjown (Sentito e passato)
- 1966 – De gitaer by it boek (2 parti) (La chitarra nel libro); ristampa 1969, seconda ristampa 1971
- 1974 – Samle fersen (Raccolta di versi); ristampa 1975

### Teatro
- 1945 – Simson
- 1954 – Bonifatius

### Prosa
- 1963 – Beam en bast (La corteccia dell'albero, racconto)
- 1963 – Brood op het water - Selezione di editoriali dal Corriere della Frisia
- 1969 – De besleine spegel (Lo specchio offuscato - romanzo autobigrafico incompiuto); ristampa 1998 in Olandese e Frisone; seconda ristampa 2010 in Frisone.